# TASS

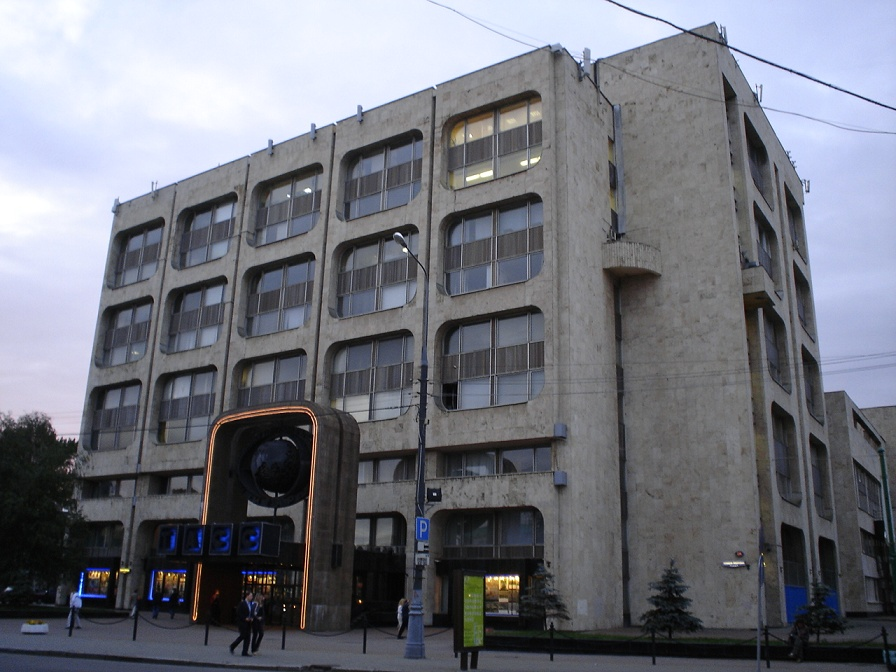
Edifício central da TASS em Moscou.

Agência de Notícias Russa TASS (em russo:  Информацио́нное аге́нтство Росси́и ТАСС), abreviado TASS (em russo:  ТАСС) é uma agência estatal de notícias da Rússia, fundada em 1904, e uma das maiores agências de notícias do mundo, juntamente com a Reuters, a Associated Press (AP) e a Agence France-Presse (AFP).
A TASS é registrada como uma empresa unitária do estado federal, de propriedade do governo da Rússia. Sediada em Moscou, a TASS possui 70 escritórios na Rússia e na Comunidade de Estados Independentes (CEI), além de 68 agências em todo o mundo. A partir das quais, as notícias são transmitidas em vários idiomas.
Nos tempos da União Soviética, era denominada Agência Telegráfica da União Soviética (em russo:  Телегра́фное аге́нтство Сове́тского Сою́за) e foi a agência central de coleta e distribuição de notícias para todos os jornais, estações de rádio e televisão soviéticos. Após a dissolução da União Soviética, em  1992, a agência foi renomeada para Agência de Informação Telegráfica da Rússia (ITAR-TASS) (em russo:  Информацио́нное телегра́фное аге́нтство Росси́и (ИТА́Р-ТАСС)) — inicialmente, a agência adotou à sigla ITAR, em referência restrita à Rússia. Mas como à sigla TASS era muito conhecida, ela foi posteriormente adicionada à sigla ITAR — e, desde então, até agosto de 2014, a agência operou sob o nome ITAR-TASS. Mas, em setembro de 2014, passou a ser chamada novamente apenas de TASS.